# Mark Antokolski
 (août 2024).
Si vous disposez d'ouvrages ou d'articles de référence ou si vous connaissez des sites web de qualité traitant du thème abordé ici, merci de compléter l'article en donnant les références utiles à sa vérifiabilité et en les liant à la section « Notes et références ».
Mark Matveïevich Antokolski (en russe : Марк Матвеевич Антокольский), né le 21 octobre 1840 (2 novembre dans le calendrier grégorien) à Wilno, alors dans la Russie impériale, et mort le 9 juillet 1902 à Bad Hombourg près de Francfort, est un sculpteur lituanien, admiré pour la complexité psychologique de ses œuvres historiques et célèbre dans son pays.

## Biographie
Mark Matveïevich Antokolski naît sous le nom de Morduch Matyssovitch Antokolsky dans une famille juive pauvre, de sept enfants. Par sa mère, Keylia Katzenellenbogen, il appartient à une lignée de Vilnius qui a attaché son nom au judaïsme des lumières (Haskallah). Antokolski étudie à l'Académie impériale des beaux-arts de Saint-Pétersbourg (1862–68). Ses premières œuvres sont des statues traitant des thèmes juifs, ainsi : Le Tailleur juif, Nathan le Sage, L'Inquisition contre les juifs. Mark Antokolski croit que la sculpture est un idéal social et humain.  
De 1868 à 1870, Mark Antokolski séjourne à Berlin. Il exécute en 1870 la statue de Ivan le Terrible acquise pour le musée de l'Ermitage par l'empereur Alexandre II, qui l'apprécie, pour la somme considérable de 8 000 roubles et il nomme Mark Antokolski membre de l’Académie impériale des beaux-arts.

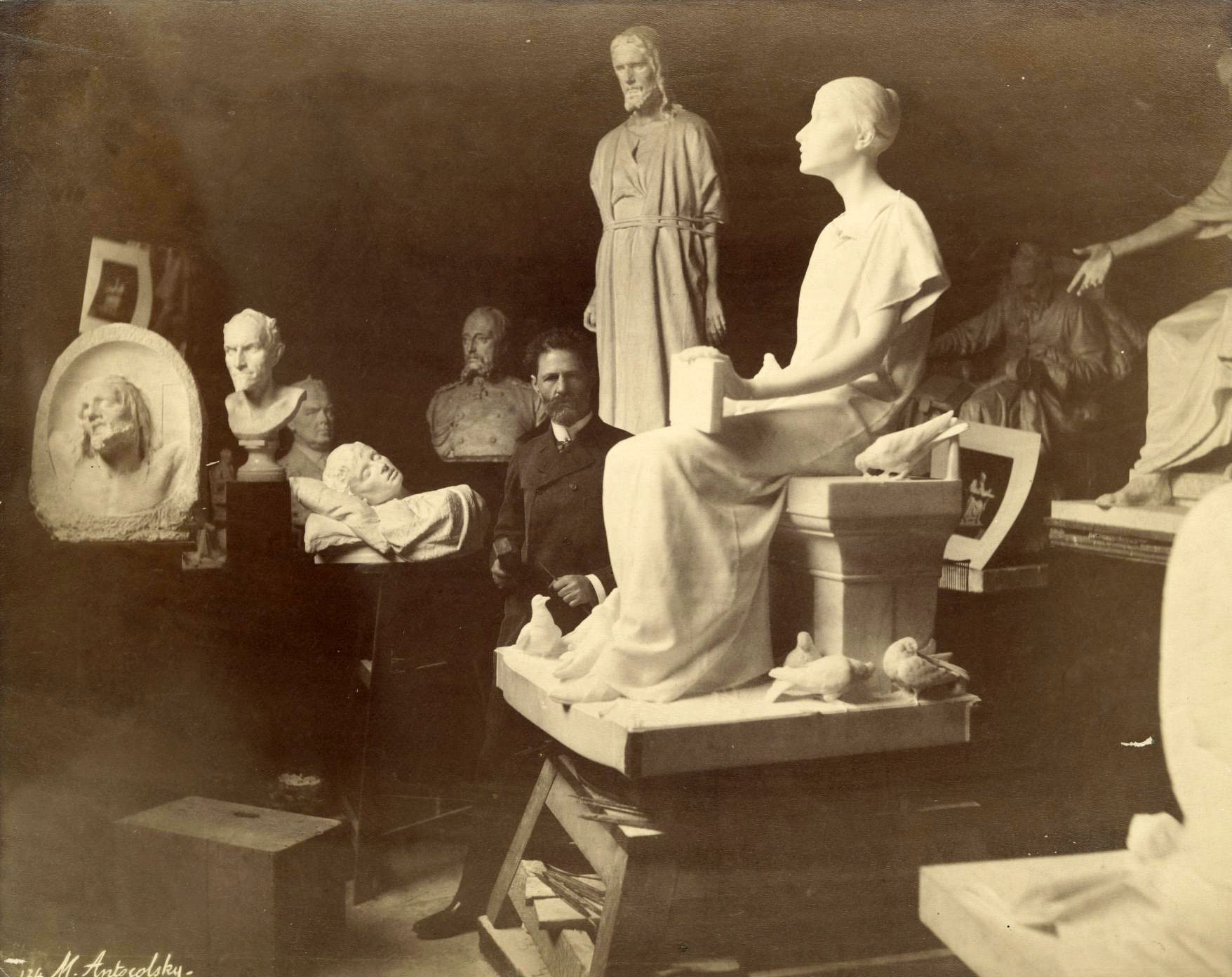
Mark Antokolski dans son atelier parisien.

Afin d'améliorer son faible état de santé, il se rend en Italie en 1871, avec son jeune élève Ilya Guinzbourg, puis s'établit à Paris six ans plus tard, où il rencontre entre autres Ivan Pokhitonov. 
À Rome, Antokolski achève la statue de Pierre le Grand pour Peterhof en 1872, ainsi que des copies pour les villes de Taganrog et d'Arkhangelsk. En 1878, Antokolski expose la plupart de ses œuvres à l'Exposition universelle de Paris, où il obtient la médaille d'or et la Légion d'honneur. En 1880, une exposition personnelle de l'artiste est organisée à Saint-Pétersbourg et on lui attribue le titre de professeur. 
La maladie de l'artiste progressant, il passe une partie de son temps dans la région du lac Majeur en Italie, mais travaille toujours à Paris où il restera jusqu'à la fin de sa vie. C'est dans cette ville qu'il a exécuté les statues suivantes :
- Spinoza (1881)
- Méphistophélès (1884)
- Iaroslav Le Sage (1889)
- Nestor Le Chroniqueur (1889)
- Iermak Timofeïevitch (1891)

Les bronzes suivants de Antocolski ont été fondues par la fonderie Thiébaut à Paris, entre 1885 et 1893 (avec la date et leur dimension ; référence  « Feuilles de prix de revient de statues, monuments, etc. fondus de 1882 à 1900 », Archives de la fonderie Thiébaut, collection Georges Thiébaut) : 
- « Ermac » (pas de date, 2,60 m,)
- « Tombeau, Ange et Croix » (21 février 1993)
- « Portrait de Madame x » (6 octobre 1885, 0,70 m)
- « Buste Portrait de M. x»  (9 septembre 1885,  0,58 m) ;
- « Pierre Ier le Grand » (12 avril 1892; 2,52 m) ;
- « Christ consolateur » (16 août 1890,  1,74 m « siège entièrement recouvert d’ornements »)
- « Haut relief » (cire perdue) (12 février 1890, 1,03 × 0,71 m)
- Méphisto (cire perdue) (1er décembre 1890, 1,80 m).

Il meurt à Bad Hombourg, pendant un séjour dans cette ville d'eau allemande, près de Francfort.

## Galerie

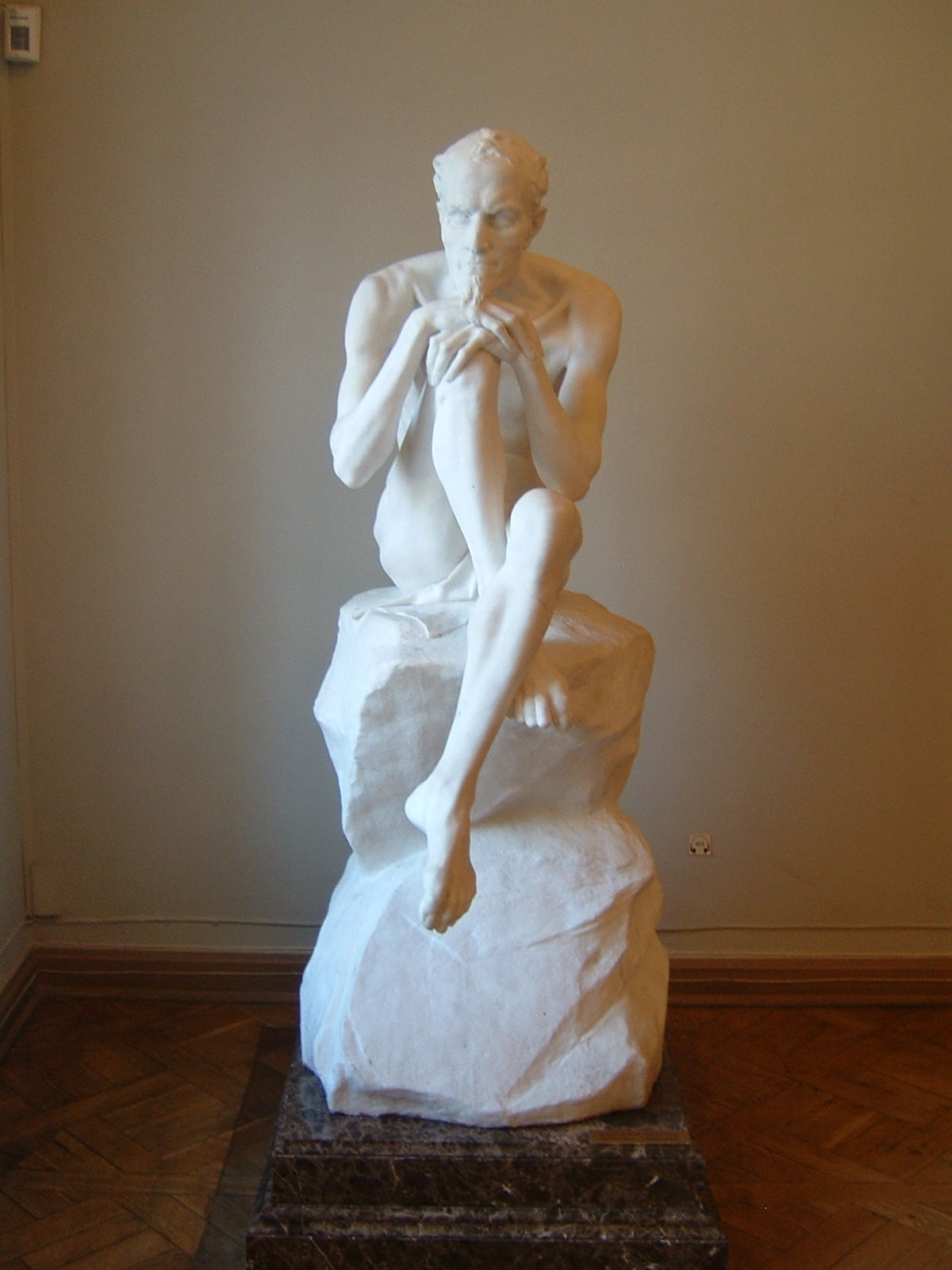
Méphistophélès, 1884 (musée russe)
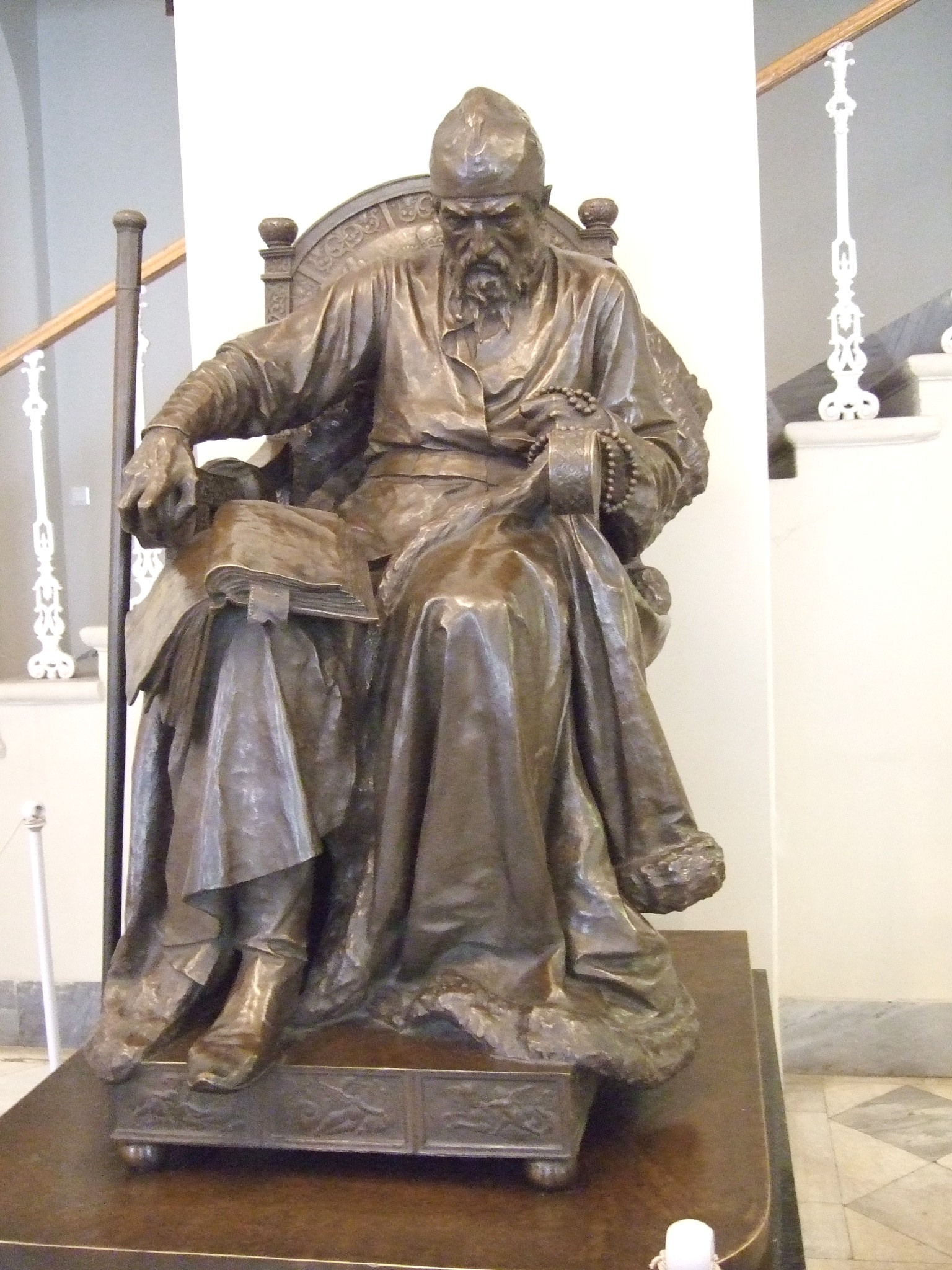
Ivan le terrible, 1871 (musée russe)
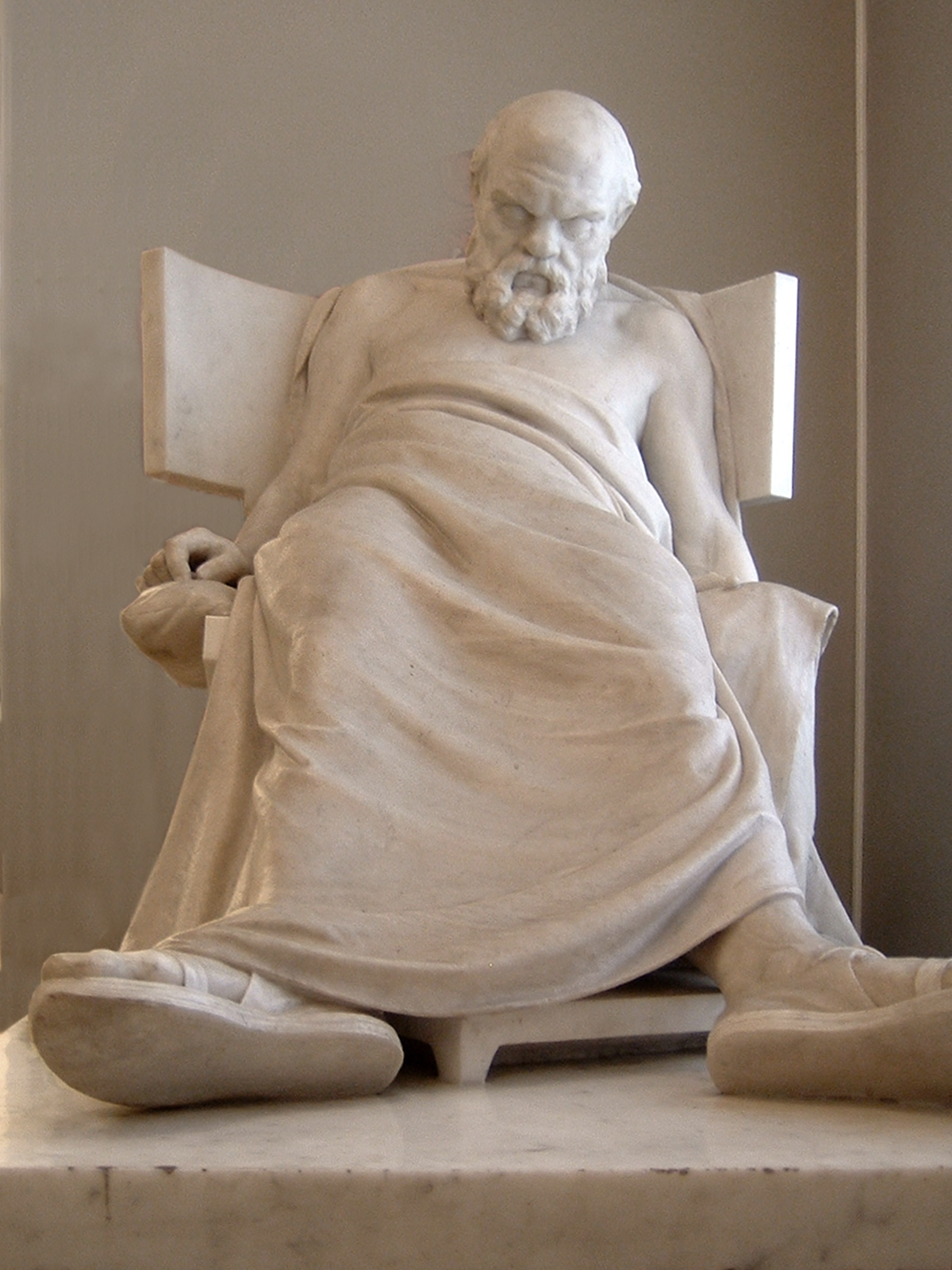
Mort de Socrate, 1875 (musée Russe)
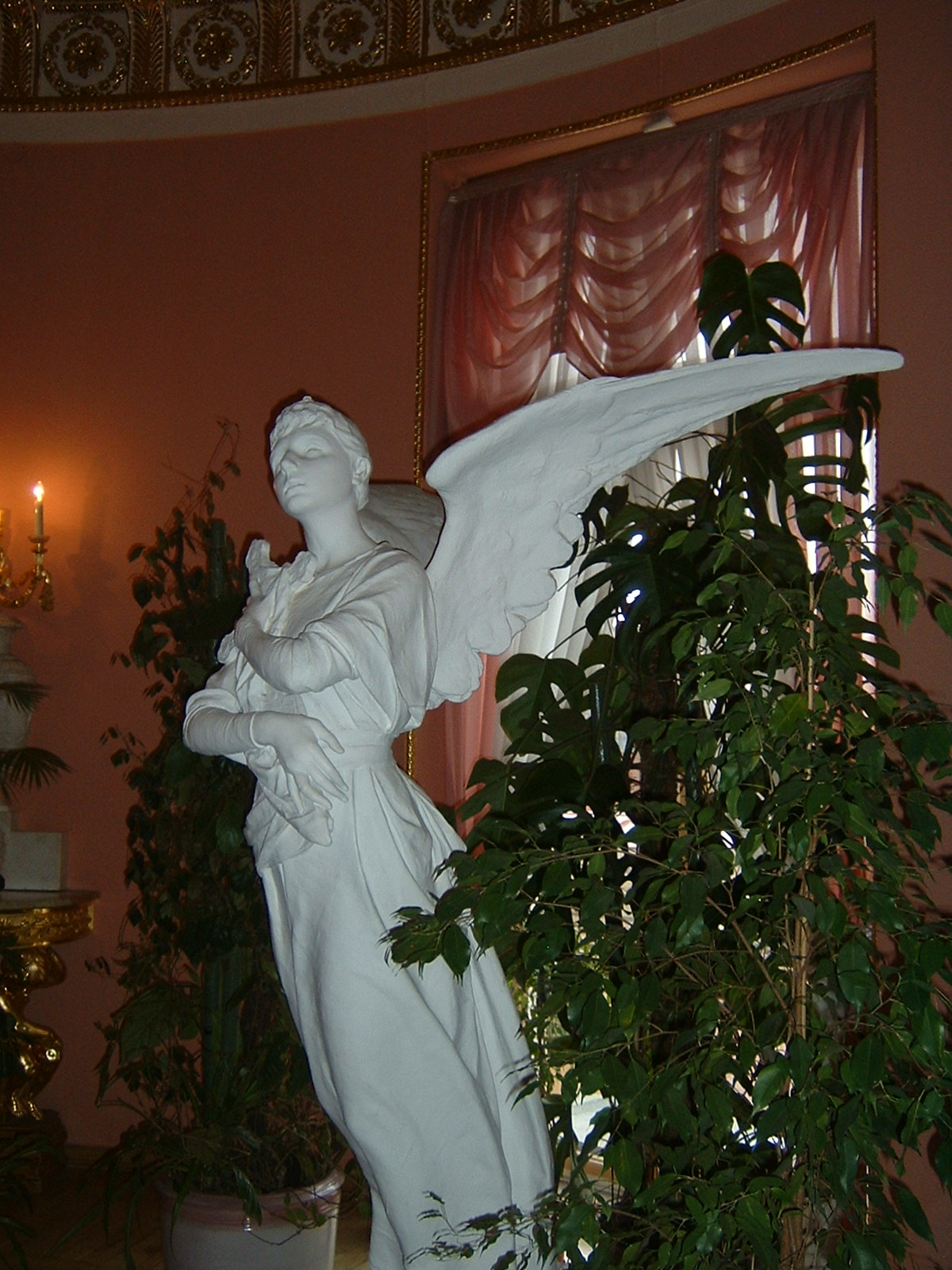
Ange
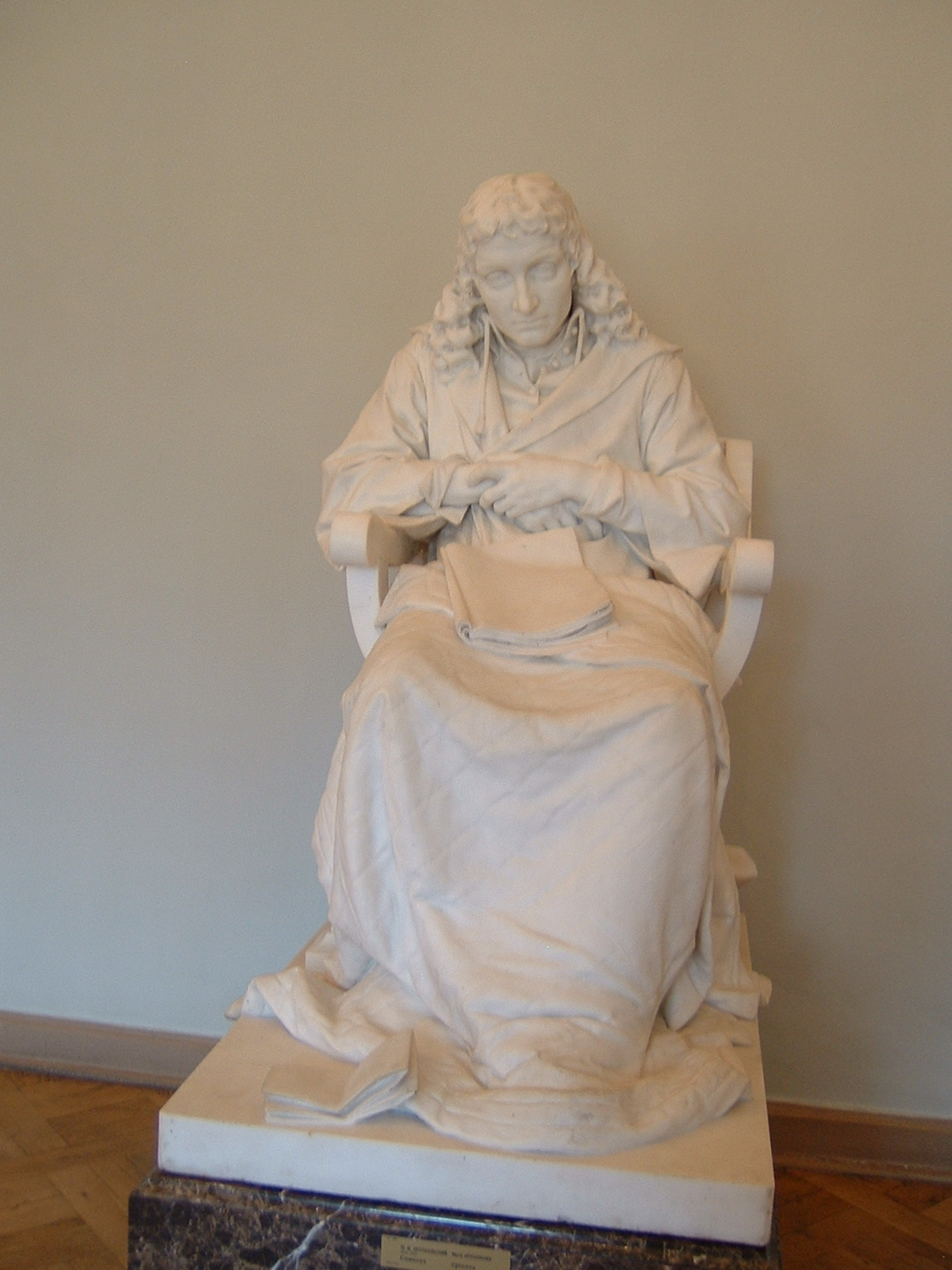
Spinoza, 1882 (musée Russe)
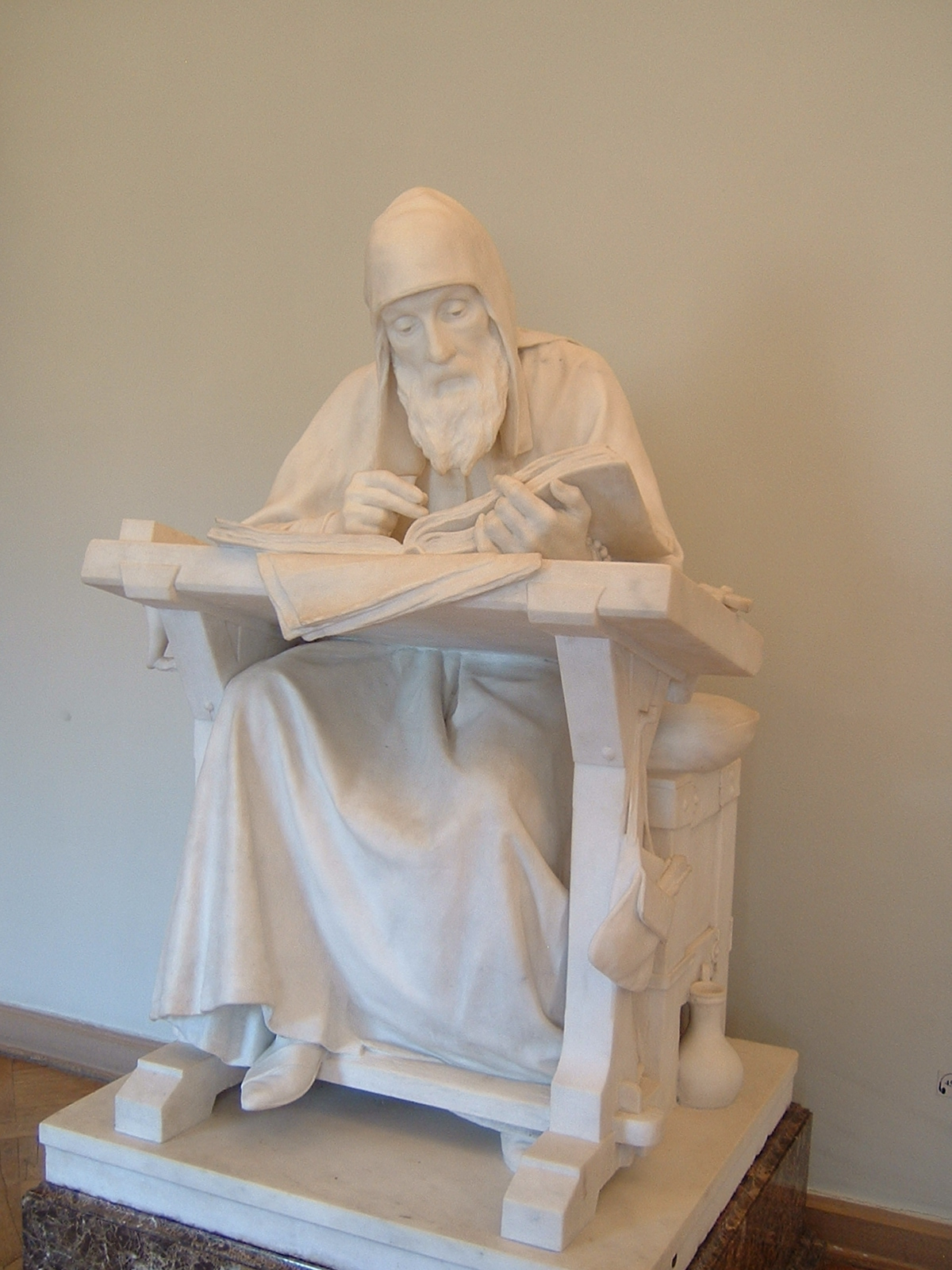
Nestor le Chroniqueur, 1890 (musée Russe)
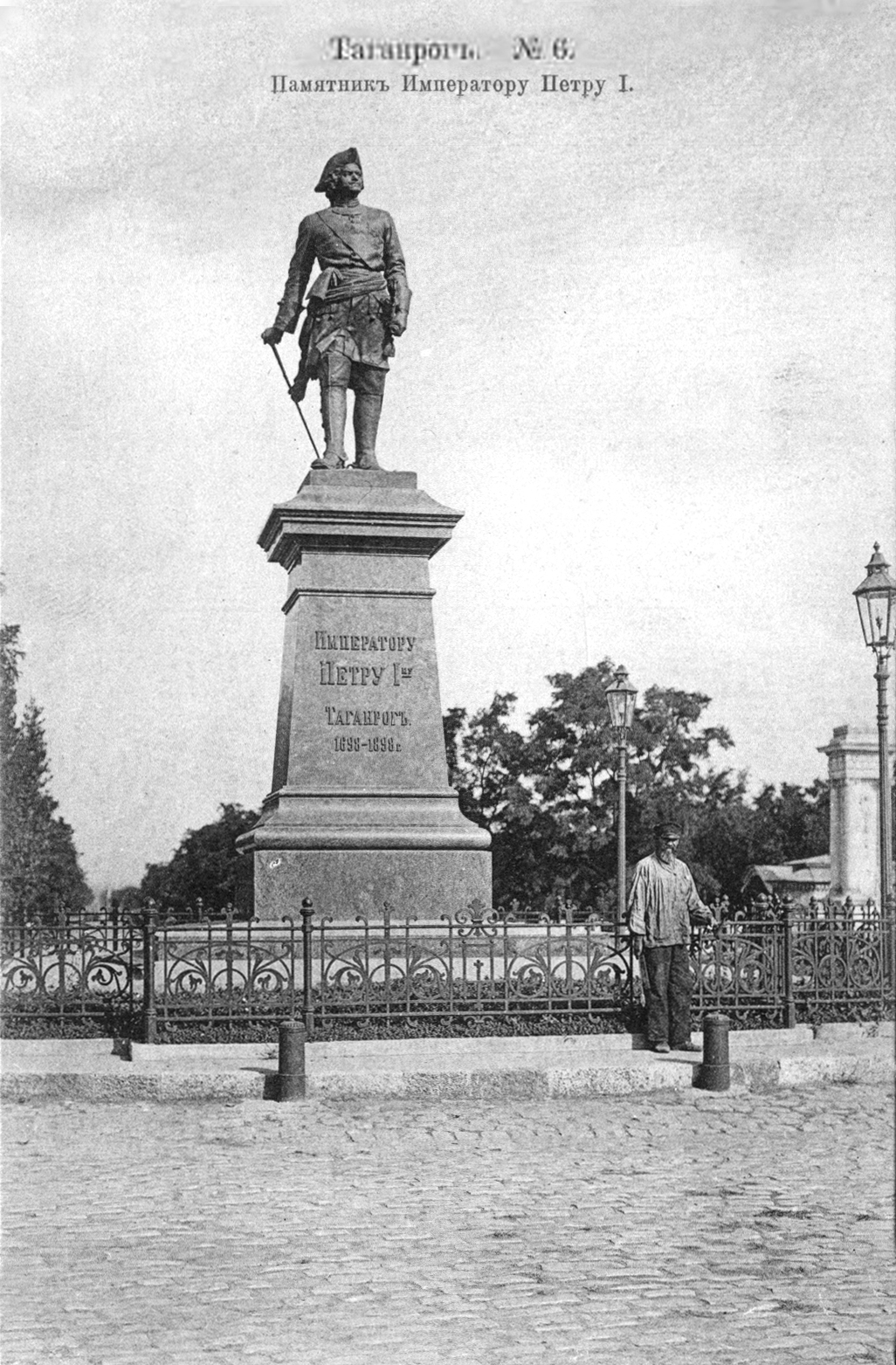
Statue de Pierre le Grand dans la ville de Taganrog, 1898
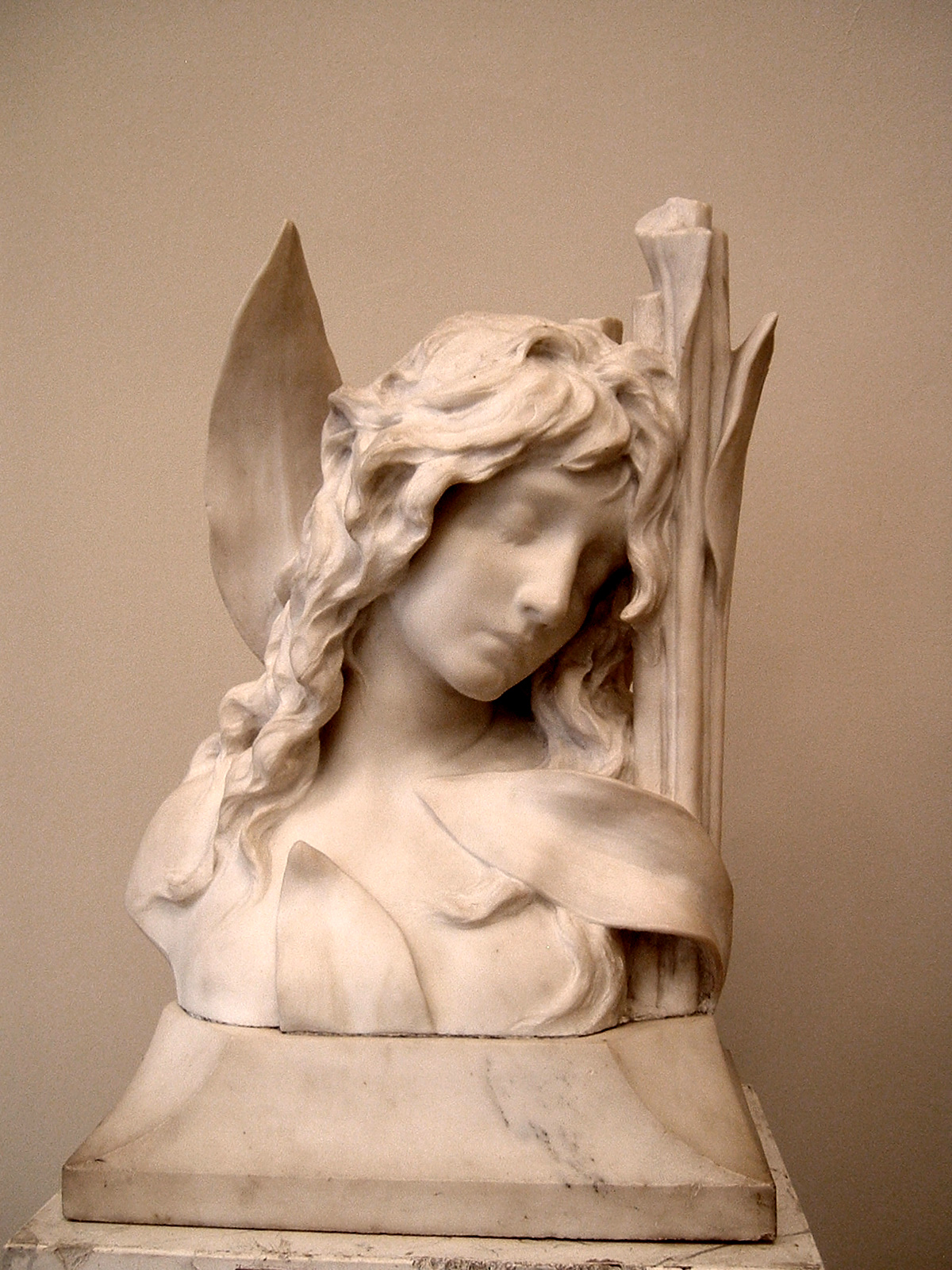
Sirène, 1900 (musée Russe)